# Orestie
Pour les articles homonymes, voir Orestie (homonymie).
L’Orestie (en grec Ὀρέστεια / Orésteia) est une trilogie dramatique d'Eschyle représentée en 458 av. J.-C. aux Grandes Dionysies d'Athènes, où elle remporte le premier prix. Elle est composée de trois tragédies centrées sur la geste des Atrides : Agamemnon (Ἀγαμέμνων), Les Choéphores (Χοηφόροι ou Χοηφόρες) et Les Euménides (Εὐμενίδες) ; un drame satyrique intitulé Protée (aujourd'hui perdu) la complétait. Œuvre testament d'Eschyle, c'est la seule trilogie liée du théâtre athénien qui ait été conservée.

## Les trois pièces

### Agamemnon
Pour les articles homonymes, voir Agamemnon (homonymie).
Prologue : Le veilleur d'Argos, voit au loin des feux qui, selon un code établi, annonce la victoire d'Agamemnon, le roi parti pour la guerre de Troie. Il réveille, de joie, la ville pour annoncer la nouvelle.
Parodos : Le chœur, constitué de vieux Argiens se souvient encore des circonstances du départ d'Agamemnon et, avec horreur, du sacrifice d'Iphigénie, fille de celui-ci et de Clytemnestre, que son père a sacrifiée pour obtenir des vents favorables à la navigation.
Premier épisode : La reine Clytemnestre leur annonce la victoire, ils se réjouissent puis ne savent plus s'ils doivent y croire.
Stasimon : Le chœur raconte la guerre de Troie et la douleur du deuil ou de l'attente des familles des soldats.
Second épisode : Le héraut d'Agamemnon accourt annoncer l'arrivée du « destructeur de Troie ». Agamemnon rentre vainqueur, « de tous les vivants le plus digne d'un culte ». Clytemnestre demande au héraut de dire à son mari qu'il revienne vite et qu'il trouvera en elle une « femme fidèle, telle qu'il l'a laissée ». Les Argiens dénoncent aussitôt ce discours comme spécieux, et tentent sans l'oser de dénoncer Clytemnestre, car elle a un amant. Enfin, à la demande du chœur, il relate le naufrage du navire de Ménélas.
Stasimon : Le chœur déplore l'amour funeste d'Hélène et sa démesure qui ont conduit à un conflit meurtrier.
Troisième épisode : Entre enfin Agamemnon victorieux. Accompagné de sa captive Cassandre, fille de Priam le roi de Troie dont il a fait son amante, il est d'abord accueilli à bras ouverts par le chœur des vieux Argiens : « aujourd'hui, du fond du cœur, en ami vrai, à ceux qui ont mené leur tâche à bien j'offre mon dévouement », puis par son épouse Clytemnestre qui lui tient un discours où elle révèle avoir envoyé leur fils Oreste chez un ami, Strophios de Phocide, pour le protéger des rumeurs malsaines qui couraient à Argos pendant l'absence du roi. Enfin elle pousse Agamemnon à entrer dans le palais en foulant les tapis de pourpre réservés aux dieux, ce qu'il fait avec des réticences, laissant Cassandre derrière lui.
Stasimon : Le chœur déclare qu'il sent confusément qu'un malheur plane sur la cité.
Quatrième épisode : Clytemnestre revient chercher Cassandre qui ne lui répond pas et ne bouge pas de son char.
Kommos : Laissée seule avec les Argiens, Cassandre prophétise que Clytemnestre la tuera par jalousie, ainsi qu'Agamemnon. Puis qu'Oreste la vengera en tuant sa mère et, à cause de ce matricide, tombera.
Cinquième épisode : Clytemnestre tue effectivement Agamemnon et Cassandre, puis revendique le double meurtre devant les Argiens horrifiés.
Kommos : Le chœur condamne son acte, mais la reine assure sa défense : elle a vengé son enfant, Iphigénie.
Sixième épisode, exodos : Égisthe, l'amant de Clytemnestre, revendique le meurtre d'Agamemnon quoiqu'il n'y ait pas mis la main. En effet, cousin d'Agamemnon, il tenait à venger son père Thyeste. L'attitude d'Égisthe exaspère le chœur prêt à en venir aux mains quand Clytemnestre renvoie tout le monde chez soi.

### Les Choéphores
Prologue : Oreste est revenu à Argos accompagné de son ami Pylade, le fils de Strophios. Il se recueille sur la tombe d'Agamemnon, et lui fait offrande d'une mèche de ses cheveux. Il aperçoit alors un groupe de femmes en deuil venues apporter des libations sur la tombe d'Agamemnon (Choéphore signifie « porteuse de libations »). Il décide de se cacher pour les observer.
Parodos : Clytemnestre les a envoyées apaiser l'âme d'Agamemnon à la suite d'un cauchemar. Le chœur se répand en imprécations contre elle et son hypocrisie.
Premier épisode : Electre, qui faisait partie du groupe de femme reconnaît la mèche de cheveux comme étant similaire à la sienne, puis, comme les pas sur le sol correspondent parfaitement à son pied, elle comprend que c'est Oreste, son frère, qui est venu. Il se révèle alors à elle et annonce qu'il est venu venger son père sur l'ordre d'Apollon qui s'est exprimé par la bouche de l'oracle de Delphes.
Kommos : Le chœur, Oreste et Electre pleurent Agamemnon et décident fermement de tuer Clytemnestre.
Deuxième épisode : Après qu'Electre a raconté la mort de son père et le rêve prémonitoire que fit Clytemnestre la nuit avant d'envoyer le chœur faire des libations, Oreste annonce son plan : il se présentera au palais déguisé en étranger, annoncera sa propre mort au palais puis tuera Égisthe et Clytemnestre.
Stasimon : Le chœur déplore la démesure humaine en évoquant d'autres mythes puis annonce que la justice s'affirmera grâce à Oreste.
Troisième épisode : Un portier ouvre le palais à Oreste qui lui demande de faire venir le roi. Clytemnestre vient et l'écoute, elle se montre très affligée de la mort de son fils. La nourrice d'Oreste s'apprête à chercher Égisthe pour lui apprendre la nouvelle, Oreste la convainc de le faire venir seul, sans ses gardes.
Stasimon : Le chœur invoque les dieux olympiens pour qu'ils aident Oreste dans sa vengeance.
Quatrième épisode : Oreste assassine Égisthe, mais, dans son face à face avec sa mère, il hésite. Il consulte Pylade qui lui conseille d'obéir à l'oracle. Obéissant à Apollon, Oreste tue Clytemnestre sur le cadavre d'Égisthe.
Stasimon : Le chœur célèbre l'avènement de la justice, qui, sous les auspices d'Apollon, a fait revenir la lumière à Argos.
Cinquième épisode, exodos : Oreste montre au peuple le cadavre des deux amants ainsi que le tissu dans lequel son père fut assassiné puis il annonce son départ pour aller se purifier à Delphes comme l'a exigé le dieu qui lui a ordonné ces meurtres. Il voit alors les Erinyes, déesses vengeresses des parricides et matricides, venues venger son crime.

### Les Euménides
Prologue : Devant le sanctuaire d'Apollon à Delphes, la Pythie voit Oreste en position de suppliant entouré des Érinyes. Apollon les a endormies, offrant ainsi un répit à Oreste. Le dieu renouvelle sa fidélité au jeune homme qui lui a obéi et lui conseille de courir au temple d'Athéna à Athènes pour être purifié. Du fond des enfers, l'ombre de Clytemnestre réveille ses justicières, les Érinyes, mais Oreste est déjà parti.
Parodos : Le chœur des Érinyes est vexé et scandalisé qu'un jeune dieu comme Apollon protège un parricide.
Premier épisode : Apollon réplique en les insultant et en les chassant. Elles débattent avec lui de la légitimité de leur vengeance. Oreste, arrivé à Athènes, demande de l'aide d'Athéna, et prend sa statue dans ses bras pour que les Érinyes ne puissent s'en prendre à lui.
Stasimon : Les Érinyes poursuivent Oreste en menaçant de le tuer. Il continue d'appeler Athéna à l'aide. Les Érinyes invoquent leur mère, la Nuit, et défendent la légitimité de leur manière de rendre la justice.
Deuxième épisode : Athéna arrive enfin. Les Érinyes qui avaient promis à Oreste qu'aucun dieu ne pourrait le sauver acceptent toutefois de confier le jugement à la déesse. Celle-ci refuse de juger seule, instaure un tribunal et choisit les membres du jury parmi les Athéniens.
Stasimon : Les Érinyes, sûres de leur victoire, se félicitent que la justice soit enfin rendue.
Troisième épisode : À l'indignation des Érinyes, Apollon surgit comme témoin et défenseur d'Oreste. Athéna administre les débats, fait déposer les bulletins du jury dans l'urne et, avant le dépouillement, déclare qu'elle votera aussi, offre sa voix à Oreste et qu'en cas d'égalité des voix, il sera acquitté. Nul ne proteste. On dépouille, avec la voix d'Athéna il y a égalité, Oreste est libre. Il promet à Athènes une alliance éternelle avec Argos.
Stasimon : Les Érinyes, furieuses, menacent de détruire toute vie dans Athènes, Athéna, pour les calmer, leur propose de faire d'elles des Euménides (les Bienveillantes).
Kommos, exodos : Athéna les convainc d'abandonner leur désir de vengeance, en échange d'honneurs et de célébrations par les citoyens, si elles acceptent de chanter la beauté de la vie et non la haine. Elles acceptent et descendent finalement sous terre, en procession, devancées par des guides de procession, ceux-ci ont le dernier mot.

## Arbre généalogique
|  |  |              |              |              |              |              |              |             |             |  |  | Atrée   |         |           |           |           |           |           |           |        |        |          |          |          |          |          |          |        |        |        |        |        |        |           |           |           |           |           |           |  |  |           |           |           |           |           |           |  |  |  |  |  |  |  |  |  |  |  |  |  |  |  |  |  |  |  |  |  |  |  |  |  |  |  |  |  |  |  |  |  |  |  |  |  |  |
|  |  |              |              |              |              |              |              |             |             |  |  |         |         |           |           |           |           |           |           |        |        |          |          |          |          |          |          |        |        |        |        |        |        |           |           |           |           |           |           |  |  |           |           |           |           |           |           |  |  |  |  |  |  |  |  |  |  |  |  |  |  |  |  |  |  |  |  |  |  |  |  |  |  |  |  |  |  |  |  |  |  |  |  |  |  |
|  |  |              |              |              |              |              |              |             |             |  |  |         |         |           |           |           |           |           |           |        |        |          |          |          |          |          |          |        |        |        |        |        |        |           |           |           |           |           |           |  |  |           |           |           |           |           |           |  |  |  |  |  |  |  |  |  |  |  |  |  |  |  |  |  |  |  |  |  |  |  |  |  |  |  |  |  |  |  |  |  |  |  |  |  |  |
|  |  | Clytemnestre | Clytemnestre | Clytemnestre | Clytemnestre | Clytemnestre | Clytemnestre |             |             |  |  |         |         | Agamemnon | Agamemnon | Agamemnon | Agamemnon | Agamemnon | Agamemnon |        |        | Anaxibie | Anaxibie | Anaxibie | Anaxibie | Anaxibie | Anaxibie |        |        |        |        |        |        | Strophios | Strophios | Strophios | Strophios | Strophios | Strophios |  |  | Priam     | Priam     | Priam     | Priam     | Priam     | Priam     |  |  |  |  |  |  |  |  |  |  |  |  |  |  |  |  |  |  |  |  |  |  |  |  |  |  |  |  |  |  |  |  |  |  |  |  |  |  |
|  |  | Clytemnestre | Clytemnestre | Clytemnestre | Clytemnestre | Clytemnestre | Clytemnestre |             |             |  |  |         |         | Agamemnon | Agamemnon | Agamemnon | Agamemnon | Agamemnon | Agamemnon |        |        | Anaxibie | Anaxibie | Anaxibie | Anaxibie | Anaxibie | Anaxibie |        |        |        |        |        |        | Strophios | Strophios | Strophios | Strophios | Strophios | Strophios |  |  | Priam     | Priam     | Priam     | Priam     | Priam     | Priam     |  |  |  |  |  |  |  |  |  |  |  |  |  |  |  |  |  |  |  |  |  |  |  |  |  |  |  |  |  |  |  |  |  |  |  |  |  |  |
|  |  |              |              |              |              |              |              |             |             |  |  |         |         |           |           |           |           |           |           |        |        |          |          |          |          |          |          |        |        |        |        |        |        |           |           |           |           |           |           |  |  |           |           |           |           |           |           |  |  |  |  |  |  |  |  |  |  |  |  |  |  |  |  |  |  |  |  |  |  |  |  |  |  |  |  |  |  |  |  |  |  |  |  |  |  |
|  |  |              |              |              |              |              |              |             |             |  |  |         |         |           |           |           |           |           |           |        |        |          |          |          |          |          |          |        |        |        |        |        |        |           |           |           |           |           |           |  |  |           |           |           |           |           |           |  |  |  |  |  |  |  |  |  |  |  |  |  |  |  |  |  |  |  |  |  |  |  |  |  |  |  |  |  |  |  |  |  |  |  |  |  |  |
|  |  |              |              | Iphigénie †  | Iphigénie †  | Iphigénie †  | Iphigénie †  | Iphigénie † | Iphigénie † |  |  | Électre | Électre | Électre   | Électre   | Électre   | Électre   |           |           | Oreste | Oreste | Oreste   | Oreste   | Oreste   | Oreste   |          |          | Pylade | Pylade | Pylade | Pylade | Pylade | Pylade |           |           |           |           |           |           |  |  | Cassandre | Cassandre | Cassandre | Cassandre | Cassandre | Cassandre |  |  |  |  |  |  |  |  |  |  |  |  |  |  |  |  |  |  |  |  |  |  |  |  |  |  |  |  |  |  |  |  |  |  |  |  |  |  |
|  |  |              |              | Iphigénie †  | Iphigénie †  | Iphigénie †  | Iphigénie †  | Iphigénie † | Iphigénie † |  |  | Électre | Électre | Électre   | Électre   | Électre   | Électre   |           |           | Oreste | Oreste | Oreste   | Oreste   | Oreste   | Oreste   |          |          | Pylade | Pylade | Pylade | Pylade | Pylade | Pylade |           |           |           |           |           |           |  |  | Cassandre | Cassandre | Cassandre | Cassandre | Cassandre | Cassandre |  |  |  |  |  |  |  |  |  |  |  |  |  |  |  |  |  |  |  |  |  |  |  |  |  |  |  |  |  |  |  |  |  |  |  |  |  |  |
|  |  |              |              |              |              |              |              |             |             |  |  |         |         |           |           |           |           |           |           |        |        |          |          |          |          |          |          |        |        |        |        |        |        |           |           |           |           |           |           |  |  |           |           |           |           |           |           |  |  |  |  |  |  |  |  |  |  |  |  |  |  |  |  |  |  |  |  |  |  |  |  |  |  |  |  |  |  |  |  |  |  |  |  |  |  |

## Traductions
L'Orestie a fait l'objet de nombreuses traductions parmi lesquelles celles d'Alexis Pierron, couronnée par l'Académie française en 1854, de Leconte de Lisle (1872), Paul Claudel (Gallimard 1920), Paul Mazon (Belles Lettres 1925), Émile Chambry (Flammarion 1964), Jean Grosjean (1967) pour le volume des Tragiques grecs de la Bibliothèque de la Pléiade, Daniel Loayza, (Flammarion 2001).

## Adaptations musicales
- Christoph Willibald Gluck : Iphigénie en Aulide, opéra sur un livret de François Gand-Leblanc du Roullet, d’après Racine qui écrit lui-même non d'après L'Orestie d'Eschyle, mais d'après la pièce que L'Orestie a inspirée à Euripide. Première représentation à Paris, 1774.
- Christoph Willibald Gluck : Iphigénie en Tauride, opéra sur un livret de Nicolas-François Guillard et François Gand-Leblanc du Roullet, d’après Claude Guimond de La Touche et Euripide. Première représentation à Paris, 1779.
- Sergueï Taneïev : L'Orestie, trilogie (opéra sur un livret de A. Wenkstern). Première représentation à Saint-Pétersbourg, 1895.
- Richard Strauss ; Elektra, opéra sur un livret de Hugo von Hofmannsthal qui s'appuie non sur L'Orestie d'Eschyle, mais sur la pièce que celle-ci a inspirée à Sophocle. Première représentation à Dresde, 1909.
- Darius Milhaud : L'Orestie, opéra sur un livret de Paul Claudel ; trilogie : Agamemnon (1913), Les Choéphores (1915–1916), Les Euménides (1927). Première représentation intégrale à Berlin, 1963.
- Iannis Xenakis : Oresteïa (1965–1966), sur des textes d'Eschyle, suite pour chœur d'enfants, chœur avec accessoires, et 12 musiciens.
- The Absorptions : Agamemnon's Diary[5] (1965), en quatuor ; textes et chant de Charlie Shield, orgue et chant (Peter DePaul), batterie (Ginny Boodakian), guitare (Greco Syko).

## Mises en scène théâtrales
- Ariane Mnouchkine : Les Atrides, mise en scène de la trilogie d'Eschyle précédée d'Iphigénie à Aulis d'Euripide par la troupe du Théâtre du Soleil, 1990[6].
- Romeo Castellucci : Orestea, pièce de théâtre d'après la trilogie d'Eschyle, 1995[7].
- Olivier Py : L'Orestie, nouvelle traduction par le metteur en scène, création au théâtre de l'Odéon[8]
- Romeo Castellucci : Orestea (una commedia organica ?), recréation d'après la trilogie d'Eschyle (ainsi que Alice au pays des merveilles de Lewis Carroll), 2015[7]